# Glen Johnson (Boxer)
Glen Johnson (* 2. Januar 1969 in Clarendon, Jamaika, als Glengoffe Donovan Johnson) ist ein ehemaliger jamaikanischer Profiboxer. Er bestritt sein Profidebüt am 19. Februar 1993 im Alter von 24 Jahren und seinen letzten Kampf am 15. August 2015 im Alter von 46 Jahren, wobei er im Mittelgewicht, Supermittelgewicht, Halbschwergewicht und Cruisergewicht antrat. Er bestritt im Laufe seiner Karriere zehn WM-Kämpfe um einen Titel der vier größten Boxverbände.
Am 6. Februar 2004 besiegte er Clinton Woods beim Kampf um die IBF-Weltmeisterschaft im Halbschwergewicht und konnte den Titel gegen Roy Jones junior verteidigen, zudem besiegte er noch im selben Jahr Antonio Tarver, worauf er unter anderem zum BWAA Boxer des Jahres und Ring Magazine Boxer des Jahres gewählt wurde.

## Karriere
Er blieb in seinen ersten 32 Kämpfen ungeschlagen, ehe er am 20. Juli 1997 erstmals beim Kampf um die IBF-Weltmeisterschaft im Mittelgewicht gegen Bernard Hopkins unterlag. Johnson bezeichnete den Kampf, in welchem er seine einzige vorzeitige Niederlage erlitt, in einem Interview 2009 als den lehrreichsten seiner Karriere. Auch seine beiden folgenden Kämpfe gegen Merqui Sosa und Joseph Kiwanuka verlor er.
Nach vier folgenden Siegen und dem Gewinn des Titels WBC-Continental-Americas im Supermittelgewicht, boxte er am 27. November 1999 um die IBF-Weltmeisterschaft im Supermittelgewicht und verlor in Düsseldorf gegen Sven Ottke.
Das Jahr 2000 begann mit drei Niederlagen gegen Syd Vanderpool, Silvio Branco und Omar Sheika, ehe er im September 2000 gegen Toks Owoh den Titel IBF-Intercontinental im Supermittelgewicht gewann. Im Juli 2001 siegte er zudem durch Knockout gegen Thomas Ulrich und gewann den Titel WBO-Intercontinental im Supermittelgewicht.
Anschließend verlor er gegen Derrick Harmon und Julio González, zudem erreichte er im April 2003 ein Remis gegen Daniel Judah. Im Mai 2003 besiegte er Eric Harding und wurde US-Meister der USBA im Halbschwergewicht. Am 7. November 2003 boxte er um die vakante IBF-Weltmeisterschaft im Halbschwergewicht und erreichte ein Unentschieden gegen Clinton Woods, weshalb ein Rückkampf angesetzt wurde.
Diesen gewann Johnson am 6. Februar 2004 einstimmig nach Punkten und wurde dadurch IBF-Weltmeister im Halbschwergewicht. Seine erste Titelverteidigung bestritt er am 25. September 2004 gegen Roy Jones junior, den zeitweise Pound for pound besten Boxer der Welt, der bis zu diesem Zeitpunkt in über 50 Kämpfen lediglich im Mai 2004 gegen Antonio Tarver verloren hatte. Johnson gewann den Kampf überraschend durch Knockout in der neunten Runde, nachdem er den Kampf beherrscht und auf allen drei Punktzetteln in Führung gelegen hatte. Den IBF-Titel legte Johnson dann im Dezember 2004 nieder, da er nicht gegen den Pflichtherausforderer Rico Hoye antreten wollte, sondern einen Kampf gegen Jones’ Bezwinger Antonio Tarver anstrebte. Diesen besiegte er dann am 18. Dezember 2004 durch eine Split Decision nach Punkten, erhielt den IBO-Weltmeistertitel und wurde fortan vom Ring Magazine auf Platz 1 der Weltrangliste im Halbschwergewicht geführt.
Bei einem Rückkampf zwischen Johnson und Tarver am 18. Juni 2005 konnte sich diesmal Tarver nach Punkten durchsetzen. Auch einen erneuten Kampf um die IBF-Weltmeisterschaft im Halbschwergewicht verlor er am 2. September 2006 durch Split Decision gegen Clinton Woods.
Durch Siege gegen Montell Griffin, Fred Moore und Hugo Pineda erhielt er am 12. April 2008 eine WM-Chance um den WBC-Titel im Halbschwergewicht, verlor den Kampf jedoch einstimmig gegen Chad Dawson. Gegen diesen verlor er auch einen Rückkampf am 7. November 2009, in welchem es um die Interimsweltmeisterschaft der WBC ging.
Im Februar 2010 besiegte er in einem Ausscheidungskampf Yusaf Mack und qualifizierte sich damit erneut für einen Kampf um die IBF-Weltmeisterschaft im Halbschwergewicht, verlor den Kampf aber am 7. August 2010 gegen Tavoris Cloud, welcher Clinton Woods entthront hatte.
Johnson nahm anschließend an dem Turnier Super Six World Boxing Classic teil und wechselte dafür ins Supermittelgewicht, wo er in seinem ersten Kampf Allan Green besiegen konnte und im Anschluss am 4. Juni 2011 nur knapp durch Mehrheitsentscheidung gegen den WBC-Weltmeister Carl Froch ausschied.
Den letzten WM-Kampf seiner Karriere bestritt er am 5. November 2011 um den IBF-Titel im Supermittelgewicht und verlor dabei gegen Lucian Bute. 2012 verlor er zudem gegen Andrzej Fonfara und George Groves.
Nach drei Siegen in Folge verlor Johnson im Juni 2014 im Cruisergewicht gegen Ilunga Makabu und im Dezember 2014 gegen Erik Skoglund. Seinen letzten Kampf verlor er im August 2015 gegen Avni Yıldırım.

## Liste der Profikämpfe
| 54 Siege (37 K.o.-Siege), 21 Niederlagen (1 K.o.-Niederlage), 2 Unentschieden |               |                                                                                     |                      |                                                     |
| Jahr                                                                          | Tag           | Ort                                                                                 | Gegner               | Ergebnis für Johnson                                |
| 1993                                                                          | 19. Februar   | Fort Lauderdale, Florida, Vereinigte Staaten                                        | Yurek Del Rio        | Sieg / TKO 1. Runde                                 |
| 1993                                                                          | 27. März      | Georgetown, Cayman Islands                                                          | Jerry Reyes          | Sieg / KO 3. Runde                                  |
| 1993                                                                          | 26. Juni      | Newcastle, North Carolina, Vereinigte Staaten                                       | James Mullins        | Sieg / KO 3. Runde                                  |
| 1993                                                                          | 30. August    | Fort Lauderdale, Florida, Vereinigte Staaten                                        | Anthony Brooks       | Punktsieg (Mehrheitsentscheidung) / 4 Runden        |
| 1993                                                                          | 22. Oktober   | Fort Lauderdale, Florida, Vereinigte Staaten                                        | Dwayne Waldon        | Punktsieg (einstimmig) / 6 Runden                   |
| 1994                                                                          | 8. April      | Cape Coral, Florida, Vereinigte Staaten                                             | Ralph Monday         | Punktsieg (einstimmig) / 4 Runden                   |
| 1994                                                                          | 5. August     | Miami Beach, Florida, Vereinigte Staaten                                            | Vincent Godbolt      | Sieg / KO 3. Runde                                  |
| 1994                                                                          | 3. September  | Miami Beach, Florida, Vereinigte Staaten                                            | Jesus Carlos Velez   | Punktsieg (einstimmig) / 6 Runden                   |
| 1994                                                                          | 8. September  | Davie Arena, Davie, Florida, Vereinigte Staaten                                     | Joe Harris           | Sieg / TKO 4. Runde                                 |
| 1994                                                                          | 15. Oktober   | Miami Beach, Florida, Vereinigte Staaten                                            | Gustavo Gonzalez     | Punktsieg (einstimmig) / 6 Runden                   |
| 1994                                                                          | 19. November  | Miami Beach, Florida, Vereinigte Staaten                                            | Jesus Carlos Velez   | Punktsieg (Geteilte Entscheidung) / 8 Runden        |
| 1994                                                                          | 16. Dezember  | Miami Beach, Florida, Vereinigte Staaten                                            | Bill Bradley         | Punktsieg (einstimmig) / 10 Runden                  |
| 1995                                                                          | 6. Februar    | West Palm Beach, Florida, Vereinigte Staaten                                        | Edison Martinez      | Sieg / KO 3. Runde                                  |
| 1995                                                                          | 25. Februar   | Miami Beach, Florida, Vereinigte Staaten                                            | Carlos Betancourt    | Sieg / TKO 1. Runde                                 |
| 1995                                                                          | 25. März      | Miami Beach, Florida, Vereinigte Staaten                                            | Tyrone Dillard       | Sieg / KO 1. Runde                                  |
| 1995                                                                          | 27. Juni      | Fort Lauderdale, Florida, Vereinigte Staaten                                        | John McClendon       | Sieg / KO 1. Runde                                  |
| 1995                                                                          | 22. Juli      | Miami Beach, Florida, Vereinigte Staaten                                            | Jesus Carlos Velez   | Sieg / TKO 2. Runde                                 |
| 1995                                                                          | 8. September  | Hialeah, Florida, Vereinigte Staaten                                                | Melvin Wynn          | Sieg / TKO 4. Runde                                 |
| 1995                                                                          | 28. November  | Bell Auditorium, Augusta, Georgia, Vereinigte Staaten                               | Jerome Hill          | Sieg / TKO 1. Runde                                 |
| 1996                                                                          | 16. Januar    | Fort Lauderdale, Florida, Vereinigte Staaten                                        | Bill Bradley         | Sieg / KO 1. Runde                                  |
| 1996                                                                          | 24. Februar   | Miami Beach, Florida, Vereinigte Staaten                                            | Danny Mitchell       | Sieg / KO 2. Runde                                  |
| 1996                                                                          | 26. März      | Immokalee, Florida, Vereinigte Staaten                                              | Guy Stanford         | Sieg / TKO 2. Runde                                 |
| 1996                                                                          | 12. April     | Atlantis Casino, Cupecoy Bay, St Maarten, Niederländische Antillen                  | Kenneth Parker       | Sieg / TKO 3. Runde                                 |
| 1996                                                                          | 11. Juni      | Foxwoods Resort, Mashantucket, Connecticut, Vereinigte Staaten                      | James Gatlin         | Punktsieg (Mehrheitsentscheidung) / 6 Runden        |
| 1996                                                                          | 15. Juni      | Nassau, Bahamas                                                                     | Tom Bentley          | Sieg / TKO 3. Runde                                 |
| 1996                                                                          | 29. Juli      | Hallandale, Florida, Vereinigte Staaten                                             | Gerald Reed          | Punktsieg / 10 Runden                               |
| 1996                                                                          | 24. August    | Valdosta, Georgia, Vereinigte Staaten                                               | David McCluskey      | Sieg / TKO 3. Runde                                 |
| 1996                                                                          | 1. Oktober    | Fort Lauderdale, Florida, Vereinigte Staaten                                        | Jeff Johnson         | Sieg / TKO 5. Runde                                 |
| 1996                                                                          | 2. November   | Nassau, Bahamas                                                                     | Stacy Goodson        | Sieg / KO 2. Runde                                  |
| 1996                                                                          | 6. Dezember   | Miami, Florida, Vereinigte Staaten                                                  | Ralph Monday         | Sieg / KO 1. Runde                                  |
| 1997                                                                          | 25. Februar   | Pyramid, Long Beach, Kalifornien, Vereinigte Staaten                                | Sam Garr             | Punktsieg (einstimmig) / 10 Runden                  |
| 1997                                                                          | 7. Juni       | Hawthorne Race Course, Cicero, Illinois, Vereinigte Staaten                         | Dave Hamilton        | Sieg / TKO 2. Runde                                 |
| 1997                                                                          | 20. Juli      | Fantasy Springs Casino, Indio, Kalifornien, Vereinigte Staaten                      | Bernard Hopkins      | Niederlage / TKO 11. Runde                          |
| 1997                                                                          | 13. Dezember  | Concord Plaza Expo Center, Northlake, Illinois, Vereinigte Staaten                  | Merqui Sosa          | Punktniederlage (einstimmig) / 10 Runden            |
| 1998                                                                          | 4. August     | The Palace, Auburn Hills, Michigan, Vereinigte Staaten                              | Joseph Kiwanuka      | Punktniederlage (Geteilte Entscheidung) / 10 Runden |
| 1999                                                                          | 26. Februar   | Sho-Ka Reservation, Hopland, Kalifornien, Vereinigte Staaten                        | Armando Campas       | Sieg / KO 6. Runde                                  |
| 1999                                                                          | 22. April     | Anatole Hotel, Dallas, Texas, Vereinigte Staaten                                    | Troy Watson          | Punktsieg (einstimmig) / 12 Runden                  |
| 1999                                                                          | 31. Juli      | Chumash Casino, Santa Ynez, Kalifornien, Vereinigte Staaten                         | Augustine Renteria   | Sieg / TKO 4. Runde                                 |
| 1999                                                                          | 16. Oktober   | Oranjestad, Aruba                                                                   | Marcelo Zimmerman    | Sieg / TKO 1. Runde                                 |
| 1999                                                                          | 27. November  | Philipshalle, Düsseldorf, Nordrhein-Westfalen, Deutschland                          | Sven Ottke           | Punktniederlage (einstimmig) / 12 Runden            |
| 2000                                                                          | 28. Januar    | The Ruins, New Orleans, Louisiana, Vereinigte Staaten                               | Syd Vanderpool       | Punktniederlage (einstimmig) / 10 Runden            |
| 2000                                                                          | 15. April     | Padova, Veneto, Italien                                                             | Silvio Branco        | Punktniederlage (einstimmig) / 12 Runden            |
| 2000                                                                          | 2. Juni       | Blue Horizon, Philadelphia, Pennsylvania, Vereinigte Staaten                        | Omar Sheika          | Punktniederlage (Mehrheitsentscheidung) / 10 Runden |
| 2000                                                                          | 23. September | York Hall, Bethnal Green, London, Vereinigtes Königreich                            | Toks Owoh            | Sieg / TKO 6. Runde                                 |
| 2001                                                                          | 28. Juli      | Estrel Convention Center, Neukölln, Berlin, Deutschland                             | Thomas Ulrich        | Sieg / KO 6. Runde                                  |
| 2002                                                                          | 14. April     | Hard Rock Hotel and Casino, Las Vegas, Nevada, Vereinigte Staaten                   | Derrick Harmon       | Punktniederlage (einstimmig) / 10 Runden            |
| 2003                                                                          | 24. Januar    | Crowne Plaza Hotel, Commerce, Kalifornien, Vereinigte Staaten                       | Julio Cesar Gonzalez | Punktniederlage (Mehrheitsentscheidung) / 10 Runden |
| 2003                                                                          | 4. April      | Mohegan Sun Casino, Uncasville, Connecticut, Vereinigte Staaten                     | Daniel Judah         | Unentschieden / 10 Runden                           |
| 2003                                                                          | 18. Mai       | Jimmy’s Bronx Cafe, Bronx, New York, Vereinigte Staaten                             | Eric Harding         | Punktsieg (einstimmig) / 12 Runden                  |
| 2003                                                                          | 7. November   | Hillsborough Leisure Centre, Sheffield, Yorkshire, Vereinigtes Königreich           | Clinton Woods        | Unentschieden / 12 Runden                           |
| 2004                                                                          | 6. Februar    | Ponds Forge Arena, Sheffield, Yorkshire, Vereinigtes Königreich                     | Clinton Woods        | Punktsieg (einstimmig) / 12 Runden                  |
| 2004                                                                          | 25. September | FedEx Forum, Memphis, Tennessee, Vereinigte Staaten                                 | Roy Jones junior     | Sieg / KO 9. Runde                                  |
| 2004                                                                          | 18. Dezember  | Staples Center, Los Angeles, Kalifornien, Vereinigte Staaten                        | Antonio Tarver       | Punktsieg (Geteilte Entscheidung) / 12 Runden       |
| 2005                                                                          | 18. Juni      | FedEx Forum, Memphis, Tennessee, Vereinigte Staaten                                 | Antonio Tarver       | Punktniederlage (einstimmig) / 12 Runden            |
| 2005                                                                          | 30. September | Cache Creek Casino Resort, Brooks, Kalifornien, Vereinigte Staaten                  | George Khalid Jones  | Sieg / TKO 10. Runde                                |
| 2006                                                                          | 24. Februar   | Seminole Hard Rock Hotel and Casino, Hollywood, Florida, Vereinigte Staaten         | Richard Hall         | Punktsieg (einstimmig) / 12 Runden                  |
| 2006                                                                          | 2. September  | Bolton Arena, Bolton, Lancashire, Vereinigtes Königreich                            | Clinton Woods        | Punktniederlage (Geteilte Entscheidung) / 12 Runden |
| 2007                                                                          | 16. Mai       | Seminole Hard Rock Hotel and Casino, Hollywood, Florida, Vereinigte Staaten         | Montell Griffin      | Sieg / TKO 11. Runde                                |
| 2007                                                                          | 27. Juli      | Sheraton Miami Mart Hotel, Miami, Florida, Vereinigte Staaten                       | Fred Moore           | Sieg / KO 5. Runde                                  |
| 2008                                                                          | 5. Januar     | Ballys Park Place Hotel Casino, Atlantic City, New Jersey, Vereinigte Staaten       | Hugo Pineda          | Sieg / TKO 8. Runde                                 |
| 2008                                                                          | 12. April     | St. Pete Times Forum, Tampa, Florida, Vereinigte Staaten                            | Chad Dawson          | Punktniederlage (einstimmig) / 12 Runden            |
| 2008                                                                          | 11. November  | Seminole Hard Rock Hotel and Casino, Hollywood, Florida, Vereinigte Staaten         | Aaron Norwood        | Sieg / TKO 4. Runde                                 |
| 2009                                                                          | 27. Februar   | Seminole Hard Rock Hotel and Casino, Hollywood, Florida, Vereinigte Staaten         | Daniel Judah         | Punktsieg (einstimmig) / 10 Runden                  |
| 2009                                                                          | 7. November   | XL Center, Hartford, Connecticut, Vereinigte Staaten                                | Chad Dawson          | Punktniederlage (einstimmig) / 12 Runden            |
| 2010                                                                          | 5. Februar    | NSU Arena, Don Taft University Center, Fort Lauderdale, Florida, Vereinigte Staaten | Yusaf Mack           | Sieg / TKO 6. Runde                                 |
| 2010                                                                          | 7. August     | Scottrade Center, Saint Louis, Missouri, Vereinigte Staaten                         | Tavoris Cloud        | Punktniederlage (einstimmig) / 12 Runden            |
| 2010                                                                          | 6. November   | MGM Grand, Las Vegas, Nevada, Vereinigte Staaten                                    | Allan Green          | Sieg / KO 8. Runde                                  |
| 2011                                                                          | 4. Juni       | Boardwalk Hall, Atlantic City, New Jersey, Vereinigte Staaten                       | Carl Froch           | Punktniederlage (Mehrheitsentscheidung) / 12 Runden |
| 2011                                                                          | 5. November   | Colisée Pepsi, Québec, Kanada                                                       | Lucian Bute          | Punktniederlage (einstimmig) / 12 Runden            |
| 2012                                                                          | 13. Juli      | UIC Pavilion, Chicago, Vereinigte Staaten                                           | Andrzej Fonfara      | Punktniederlage (einstimmig) / 10 Runden            |
| 2012                                                                          | 15. Dezember  | Exhibition Centre, London, England                                                  | George Groves        | Punktniederlage (einstimmig) / 12 Runden            |
| 2013                                                                          | 19. April     | Polideportivo San Martín de Porres, La Romana, Dominikanische Republik              | Junior Ramos         | TKO-Sieg 2. Runde / 10 Runden                       |
| 2013                                                                          | 18. Dezember  | Sands Bethlehem Event Center, Bethlehem, Pennsylvania, USA                          | Bobby Gunn           | Punktsieg (einstimmig) / 8 Runden                   |
| 2014                                                                          | 21. Februar   | Twin River Event Center, Lincoln, Rhode Island, USA                                 | Jaime Velasquez      | TKO-Sieg 4. Runde / 8 Runden                        |
| 2014                                                                          | 28. Juni      | Grand Hôtel de Kinshasa, Kinshasa, DR Kongo                                         | Ilunga Makabu        | TKO-Niederlage 9. Runde / 12 Runden                 |
| 2014                                                                          | 13. Dezember  | MusikTeatret, Albertslund, Dänemark                                                 | Erik Skoglund        | Punktniederlage (einstimmig) / 10 Runden            |
| 2015                                                                          | 15. August    | Mana Wynwood Convention Center, Miami, USA                                          | Avni Yıldırım        | Punktniederlage (einstimmig) / 10 Runden            |
| (Quelle: Glen Johnson in der BoxRec-Datenbank)                                |               |                                                                                     |                      |                                                     |